# Son Comelles
Son Comelles és una possessió del terme municipal de Montuïri (Mallorca).

## Geografia
La possessió està situada a l'est del terme municipal, al peu del puig de Sant Miquel i molt a la vora de l'antic camí reial (ara MA-15). Al nord-oest de les cases s'hi localitza la font de Son Comelles.
Antigament confrontava amb les possessions de Son Barceló, Son Collel, Son Miró, Mianes, Son Castanyer, Son Dixopte, s'Heretat, sa Font Bosseta, Son Vaquer, es Rafal Aixat, es Guerrer, Cugulutx, Son Miralles i Son Morlà. Després de la parcel·lació aparegueren les propietats de Son Comelles Vell, Son Comelles Nou, l'hort de Son Comelles, la pleta de Son Comelles i la rota de Son Comelles,.

## Història
A la contrada entre Son Comelles i Son Vaquer s'hi ha localitzat un grup de coves datades a l'edat de bronze i un talaiot.
L'origen de l'explotació es produeix per la unió de diverses alqueries i rafals andalusins que després donarien lloc a una gran possessió. La primera referència és el nom de Tudela, una part de la possessió, en referència a Ferrera de Tudela, esposa de Joan Contador, que reparteix amb els seus germans, Mateu de Sabadell i Berenguera, els béns del seu pare Bernat de Sabadell.
El 1434 Francesc de Comelles comprà, amb la mediació del batle de Montuïri, el mas Jordà, el rafal Donzell i el rafal Colombàs que havien estat de Pere Valentí. Aquestes propietats s'afegeixen a el Guerrer i Tudela per a conformar la possessió de Son Comelles.
Durant la Revolta Forana l'alqueria de Francesc de Comelles fou assaltada pels revoltats que se'n portaren blat, ordi, ovelles, porcs, roba i una tela pintada de motiu religiós que fou espenyada.
La família Comelles, de la qual la possessió prengué el nom, es dedicava al comerç i disposava de la casa pairal a la ciutat situada a la plaça de Sant Jaume, davant l'església de Sant Francesquet. El 1570 era propietat del ciutadà de Mallorca Francesc de Comelles. Les cases de la possessió tenien llavors dos cellers i un oratori amb un retaule dedicat a Sant Francesc. Els sementers anomenats el Molí, el Castellet, el molí Vell i les Veles; es dedicaven a vinyes, cereals i pastures. L'explotació era un important centre ramader d'ovelles i en menor mesura cabres, egües i mules. Les pastures de Son Comelles, Meià, es Guerrer i el Rafal Aixat s'arrendaven conjuntament.
A començaments del segle xviii el propietari Francesc de Comelles, també senyor de Son Barceló i el Rafal Guerrer, es trobava en una situació econòmica difícil amb importants deutes amb un important nombre d'ordes, convents i altres institucions religioses. Per això el 1724 fou denunciat davant el Tribunal de la Inquisició que l'obligà a fer front al compromís adquirit. A causa de no poder pagar la quantitat exigida les seves terres foren venudes. L'Ajuntament de Montuïri comprà les possessions que Comelles tenia al terme i les establí en diverses porcions. Els lots anàrem a parar a diferents compradors.
La família conservà la porció de les cases i el 1786 el bisbe ordenà a Catalina Rossinyol Sagranada, administradora dels béns del seu fill Jaume Joan de Comelles, que s'obrís un portal a l'oratori declarat públic de la possessió perquè donés al camí. El 1808 havia arrendat la propietat Gaspar Mas.
L'Arxiduc consigna que Son Comelles era propietat de Josepa Moragues de Monedero (1872). Posteriorment en foren senyors Josepa Monedero Ballester i Pere Sancho Sancho fins a mitjan segle xx.